# Cristobal de Molina
Cristobal de Molina, né à Baeza, Jaén, en 1529, et mort à Cuzco en 1585, était un clerc et chroniqueur espagnol surnommé Le Cusquénien («el Cusqueño») pour le distinguer d'un autre chroniqueur, Cristóbal de Molina "el Chileno", généralement appelé "el Almagrista" (disciple de Diego de Almagro ). Longtemps prit pour un métis, il était Espagnol, natif d'Andalousie. Ayant résidé dans le Cuzco pendant de nombreuses années, il est tellement impliqué dans la culture andine, qu'il peut être considéré comme un métis culturel. Il est l'auteur du manuscrit Récit des fables et des rites Incas (Relación de las fábulas y ritos de los Incas), source inestimable d'informations sur les Incas et rapport approfondi sur la culture andine à l'époque de la Conquête espagnole de l'Empire Inca.

## Biographie
À part l'année et le lieu de la naissance, on ne sait rien de son enfance et de sa jeunesse. Il est probablement arrivé en Amérique dans la seconde moitié du XVIe siècle. En 1556, il s'installe à Cuzco. Il apprend la langue quechua.
En 1565, Molina fut nommé prêtre de l'Hospital de Naturales (Hôpital pour les indigènes) de Nuestra Señora de los Remedios (Notre-Dame du Secours) à Cusco. Plus tard, il devint prédicateur général des paroisses de Cusco et visiteur général dans certaines parties de l'évêché de Cusco. Intéressé par les pratiques rituelles des indigènes, Molina avait l'habitude de rassembler des anciens et d'anciens prêtres incas dans sa paroisse ou dans les villages qu'il visitait pour en apprendre davantage sur les histoires et les croyances préhispaniques.
Entre 1568 et 1571 Cristóbal de Albornoz, visiteur ecclésiastique général à Arequipa, fut envoyé à Huamanga (aujourd'hui Ayacucho ) dans les hautes terres péruviennes pour identifier et détruire l'idolâtrie des sanctuaires indigènes. En raison de sa connaissance des pratiques rituelles et du monde culturel et religieux indigène, Molina et un autre clerc espagnol, Olivera, durent collaborer avec Albornoz dans sa lutte contre l'idolâtrie et contre le mouvement messianique Taki Unquy , qui éclata dans les Andes centrales. vers 1564.
Le 24 septembre 1572, le dernier Sapa Inca, Túpac Amaru, fut exécuté à Cusco, et Molina fut l'un des prêtres qui l'accompagnent jusqu'à la place centrale où avait été érigé un échafaudage drapé de noir. Là, l'Inca monta sur l'échafaud pour être décapité.
Probablement entre 1573 et 1575, Molina reçut l'ordre de l'évêque de Cusco de rendre compte des idolâtries des indigènes. Cet ouvrage deviendra le principal et le seul manuscrit connu de Molina sous le titre de Relación de las fábulas y ritos de los incas (Récit des Fables et Rites des Incas).
Une copie du manuscrit original a été trouvée dans la bibliothèque de Francisco de Ávila après sa mort en 1647. Elle est aujourd'hui conservée à la Bibliothèque nationale d'Espagne à Madrid.
Par la suite, on demanda à Molina des ouvrages religieux trilingues (espagnol, quechua et aymara) pour l'enseignement de la doctrine chrétienne.
Mais le 29 mai 1585, malade, Molina mourut à Cusco, à l'âge présumé de cinquante-six ans.

## Récit des Fables et Rites des Incas
Le seul manuscrit connu de Molina  a été publié pour la première fois dans sa traduction anglaise par l'érudit britannique Clements R. Markham en 1873. La première édition en espagnol parut au Chili en 1913.
Dans le travail de Molina, on décèle une volonté de fusionner les récits oraux de la tradition andine avec les écrits bibliques, en essayant de les mélanger dans un but clairement catéchétique.
Molina déclare au début de son ouvrage, en se référant à l'évêque de Cusco, que le Récit a été préparé dans le but de «… comprendre les origines de leurs idolâtries, car il est vrai que ces [Incas] n'utilisaient pas l'écriture [mais] , ils avaient dans une Maison du Soleil… à côté de Cusco, [où] la vie de chacun des Incas, les terres que [chacun d'eux] a conquises, et leur origine [sont] peintes avec des figures sur des planches…». (...) J'ai ordonné de rassembler un certain nombre d'hommes très âgés qui ont assisté et exécuté ces cérémonies et rituels à l'époque de Huayna Capac , Huáscar Inca et Manco Inca et quelques dirigeants et prêtres qui étaient de cette époque.»
La Relación comprend deux blocs principaux : le premier est lié à la mythologie et aux légendes incas, comme la création de l'homme par le dieu-créateur Viracocha et le déluge à l'origine des Incas, tandis que le second traite des rites des Incas. Cette dernière est la partie d'information la plus complète : elle contient des données sur les fêtes périodiques des indigènes, en particulier l' Inti Raymi et comprend également un précieux recueil de prières et de chants en quechua avec leur traduction en espagnol. La description des fêtes incas constitue peut-être la plus grande contribution de Molina, car elle fournit des détails qui ne sont pas rapportés par d'autres chroniqueurs. La Relación comprend également un rapport sur les méthodes magiques utilisées par les Incas pour leur guérison.